# Мустафа (хан кочевых узбеков)
Мустафа — удельный хан Узбекской Орды во время правления Абу-л-Хайра. Шибанид, его родословная Шибан- Бахадур – Джучи-буки – Янкаджар – Казан – Ак-Берди – Муса – Мустафа.
Известен с 1428 года, когда он присутствовал при коронации Абул-л-Хайра в городе Чинги-Тура, как один из представителей племен прибывших для проявления лояльности. Был отпущен в свой улус, который располагался по реке Ишиму и её притоку Атбасару (возможно имеется в виду приток Ишима Жабай на которой сейчас стоит город Атбасар). В 1446 году к нему прибыл беклярбек Абу-л-Хайра Ваккас с мангытами и, вероятно, склонил его к измене Абу-л-Хайру. В чём причина  и какова цель мятежа неясно, предоположительно в деспотичном характере власти Абу-л-Хайра. На левом берегу Атбасара произошло кровопролитное сражение, в котором победил Абу-л-Хайр и погибло много сторонников Мустафы.
Однако заговорщики после поражения не были убиты. Ваккас вернулся на службу Абу-л-Хайру и уже в том же году участвовал в его походах. А Мустафа лишился своего улуса и бежал на Мангышлак. Вероятно, он признал верховную власть Абу-л-Хайра. В 1457 году он участвует на стороне хана в сражении с калмыками, хотя это участие вероятно было связано с материальной выгодой от военной добычи.
В середине XV века Мустафа захватил юго-западную часть Хорезма, включая Ургенч. Южнее Ургенча на античных развалинах он основал город Вазир, переселив туда часть жителей Ургенча. Он правил в этом городе до 1460/61 года. Тогда в городе произошло восстание население и власть захватил Усман из рода кунграт, который до этого был одним из эмиров у Мустафы. Мустафа бежал из города на Мангышлак, после чего сведений о нём нет.
Имел брата Пир-Будак-султана, который погиб в борьбе с золотоордынским ханом Ахматом.